# Praha-Podbaba
Praha-Podbaba egy csehországi vasútállomás, Prágában.

## Megközelítés helyi közlekedéssel
- Busz:  107, 116, 147, 160, 340, 350, 355, 902, 954
- Villamos:  8, 18
- Vonat:   R20   S4   S41   R44

## Vasútvonalak
Az állomást az alábbi vasútvonalak érintik:
- Prága–Děčín-vasútvonal

## Szomszédos állomások
A vasútállomáshoz az alábbi állomások vannak a legközelebb:
- Praha-Holešovice
- Praha-Holešovice zastávka
- Praha-Sedlec